# 密室逃脱 (综艺)
《密室逃脱》是由Axial Entertainment和Entertainment One Television制作，在Science频道制作的美国真人秀竞赛综艺节目，制作方宣布于2015年4月开始第一期的制作。
该密室主题系列节目由喜剧演员Jimmy Pardo主持，节目内容为两组3名选手相互竞争，试图解决一系列心理线索或谜题并逃离一个主题房间。各队争夺每集价值25000美元的奖金。

## 节目内容
两队各三名玩家被安排在两个相同的逃生房间中，两个房间墙面的颜色不同（红色和蓝色），以便能够区分队伍。在游戏开始前，他们一般都会被锁在原地或戴上手铐。游戏开始后，每队都有一个小时的时间，试图在一连串的谜题中找出五个四位数的密码来逃出房间，并且要在对方逃出前逃出房间。每队开始时都有机会赢得25000美元，但20分钟后，他们在房间里每停留一分钟，就会损失500美元。
节目开始后，玩家以团队为单位，共同找出谜题。第一道谜题要求选手们想办法把自己从锁中解救出来，然后找到与该逃生方法相关的解题密码。随后的谜题由团队从线索抽屉中获得一个或多个物品开始，以及可能在抽屉上方的屏幕上获得一条神秘的线索。每一个谜题都会引出另一个四位数的密码。这些谜题的设计很有逻辑性，并不需要随机猜测或逻辑跳跃。
一旦他们有了一个密码或猜测的密码，玩家就会在逃生门附近的面板上输入该密码。如果猜对了，他们就会进入下一个谜题（或逃生），而另一队则会通过他们房间的灯短暂地熄灭而意识到这一点。一个队伍最多可以对任何谜题进行3次猜测而不会受到惩罚，但在第3次输入后，输入面板将锁定这两分钟。除第一道和第五道谜题外，如果在谜题开始5分钟后，队伍被某道谜题难住了，可以以小组为单位选择使用该谜题的 "密码破解器"，讲解解谜步骤。这需要花费团队5000元的潜在奖金。因此，有可能赢了游戏，但他们的彩池里却没有钱了。
在任何一个情节点上，主持人都会解释玩家在游戏中使用的心理术语。

## 节目播出
该节目于2015年7月25日在美国Science频道首播。
而在美国以外的地区，该节目于2015年9月9日在澳大利亚Science频道首播。
1. ↑  . The Futon Critic. June 19, 2015  [September 3, 2015].
2. ↑  Purcell, Charles. . The Green Room. 3 September 2015  [3 September 2015]. （原始内容存档于2015-09-03）.